# Thereva glaucescens
Thereva glaucescens är en tvåvingeart som beskrevs av Krober 1912. Thereva glaucescens ingår i släktet Thereva och familjen stilettflugor. Inga underarter finns listade i Catalogue of Life.